# Estádio Olímpico de Seul
O Estádio Olímpico de Seul (ou Seoul Olympic Stadium) é um estádio localizado em Seul, Coreia do Sul. Foi a principal obra construída para os Jogos Asiáticos de 1986 e para os Jogos Olímpicos de 1988. È atualmente o Centro do Complexo de Esportes Jamsil no distrito de Songpa-gu, no sudeste da cidade, as margens do Rio Han.

## História
O arquiteto do estadio foi Kim Swoo-geun. As linhas do estádio são baseadas nos traços de um vaso de porcelana da Dinastia Joseon. Os locais dos espectadores estão separados em duas partes, nas quais estão cobertas por uma cobertura retrátil instalada após as Olimpíadas. Inicialmente com a capacidade de aproximadamente 100 mil pessoas, a sua capacidade foi progressivamente reduzida para 69,950 espectadores.
Antes da sua construção, os maiores estádios da cidade eram o Estádio Dongdaemun com capacidade para 30 mil pessoas e o Estádio Hyochang com capacidade de 20 mil pessoas. No período eles eram pequenos demais para chamar a atenção para sediar eventos esportivos de grande porte. A construção do estádio começou em 1977 com a discreta meta da cidade sediar os Jogos Asiáticos de 1986. Mas, no embalo desse evento, Seul decidiu se candidatar para os Jogos Olímpicos de 1988, e eventualmente a cidade foi escolhida como sede do evento em Setembro de 1981 e o estádio se tornou também o centro do evento.
O estádio foi inaugurado em 29 de Setembro de 1984 e foi usado para os  Jogos Asiáticos de 1986 e dois anos depois, para as Olimpíadas e Paraolímpiadas de 1988. E desde então não é usado para um evento global. Seu último uso foi pelo Seoul United FC, um time da terceira divisão do futebol coreano que mandava os Jogos no estádio até 2009.
Não foi usado quando o país sediou juntamente com o Japão a Copa do Mundo FIFA de 2002 por estar fora dos padrões exigidos pela FIFA na época.

## Shows
O Estádio Olímpico também sedia ocasionalmente shows de grande porte. Visto que na cidade não há outro lugar que suporte logisticamente shows de grande porte.
Alguns artistas que apresentaram-se no estádio são: Michael Jackson, H.O.T., Lady Gaga, TVXQ!, JYJ, Elton John, Roger Waters, Backstreet Boys, Metallica, Paul McCartney, Muse, EXO, BTS, entre outros.

## Links
- Site Oficial
- Foto por Satélite - Google Maps